# Tårnby
Tårnby Kommune je obec (dánsky Kommune) hraničící s Kodaní na ostrově Amager jižně od Sjælland ve východním Dánsku. Obec zahrnuje ostrovy Saltholm a Peberholm a má rozlohu 65 km². K 1. dubnu 2014 v obci žilo 42 179 obyvatel a starostou byl Henrik Zimino, člen politické strany sociálních demokratů (Socialdemokraterne).
První zmínka o Tårnby v historickém záznamu byla v roce 1135. Většina z komunity byla ještě do značné míry venkovská až do poloviny 20. století, kdy proběhlo rozšíření letiště, výstavba nových dálnic a ulic a populační boom v Kodani povzbudil výstavbu bytů a řadových rodinných domů. Vlastní obec vznikla na základě sloučením bývalých nezávislých měst Tårnby a Kastrup, a také dřívějších vesnic Ullerup a Tømmerup. Obecní rada se nachází v části obce Kastrup. Obec Tårnby nebyla spojena s ostatními obcemi do 1. ledna 2007 jako výsledek celostátní Kommunalreformen („Městské reformy“ z roku 2007).
Tårnby je rozdělen na tři hlavní budované části: Kastrup, Tårnby a Vestamager. Pro část Kastrup na severovýchodě je význačné, že je tvořena byty, které zabydlují tuto část s vyšší hustotou a dále přístavní zařízení; Tårnby, západně od Kastrupu, je tvořen staršími domy, zejména řadovými rodinnými domy a také bytovými domy; Vestamager, západně od letiště, je zaplněn zejména menšími domy a zahradami. Většina infrastruktury obce je poměrně rovnoměrně rozložena po celé obci.
Obec sousedí s hlavním městem Dánska Kodaní na severu a Dragør na jihu. Tyto tři obce pokrývají celý ostrov Amager. Na východě je Øresund (Zvuk), úžina, která odděluje Zealand od Švédska. Na západě je záliv Køge (Køge Bugt).
Délka dálnice E20 Amager (Amagermotorvejen) / dálnice Øresund (Øresundsmotorvejen) vede přes Tårnby, kde na východě přechází přes řeku Øresund a přes ostrov Peberholm do Švédska jako most nazvaný Øresund a na západě přechází přes záliv Køge do Avedøre Holme v obci Hvidovre 241 metrů dlouhým Kalvebodským mostem (Kalvebodbroen).
V obci leží většina plochy kodaňského letiště, ačkoli ve skutečnosti zaujímá asi jen 19 % území obce. Letiště mělo přesto výrazný dopad na oblast, neboť národní význam mezinárodního letiště někdy získal přednost před preferencemi místních obyvatel. Letiště je však významným zaměstnavatelem a přínosem pro místní ekonomiku.
Demograficky je Tårnby obýváno lidmi, kteří jsou o něco starší než obyvatelé Kodaně. Očekává se, že tento trend bude v nadcházejících letech výraznější. Příjem je mírně nižší než průměr přibližně 20 obcí, které jsou nejblíže Kodani.
Politicky je obec velmi stabilní. Od třicátých let 20. století do počátku 21. století působili pouze čtyři různí starostové, všichni sociální demokraté. Městská rada má vždy většinu sociálních demokratů. Obec má 5. nejnižší sazbu daně v Dánsku. Úroveň služeb je však stále relativně vysoká.